# Velika nagrada Abu Dhabija
Velika nagrada Abu Dhabija (ar. سباق جائزة أبوظبي الكبرى‎) motoutrka je Formule 1. Najavljena je početkom 2007. na Festivalu F1 u Abu Dhabiju u Ujedinjenim Arapskim Emiratima. Prva utrka održala se 1. studenoga 2009. na stazi Yas Marina koju je dizajnirao Hermann Tilke. Nalazi se na otoku Yas, oko 30 minuta od glavnog grada Ujedinjenih Arapskih Emirata, Abu Dabija. Yas Marina je druga staza Formule 1 na Bliskom istoku, imajući u vidu da se prva staza nalazi u Bahreinu. Dizajnirana kao arapska verzija staze u Monaku, dvadeset i jedan zavoj ove staze protežu se kroz umjetni otok na obali Abu Dabija, prolazeći pored marine, kroz "Yas Marina" hotel, i kroz krivudave pješčane dine, s nekoliko dugih pravaca i uskih zavoja. Staza ima nekoliko prikladnih mjesta za pretjecanje. Bolidi koji imaju dobru izlaznu brzinu iz zavoja 4 mogu sustići drugog vozača i prestići ga nakon kasnog kočenja. Poslije zavoja 7, najduži pravac u kalendaru Formule 1 završava naglim kočenjem ispred zavoja 8. Izlaz iz boksa se proteže ispod staze, kroz tunel. Također, staza se jednim dijelom proteže i kroz jedan od hotela.

## Pobjednici

### Višestruki pobjednici (vozači)
| Pobjede | Vozač            | Pobjednička godina                |
| ------- | ---------------- | --------------------------------- |
| 5       | Lewis Hamilton   | 2011., 2014., 2016., 2018., 2019. |
| 3       | Sebastian Vettel | 2009., 2010., 2013.               |
| 2       | Max Verstappen   | 2020., 2021.                      |

### Višestruki pobjednici (konstruktori)
| Pobjede | Konstruktor | Pobjednička godina                       |
| ------- | ----------- | ---------------------------------------- |
| 6       | Mercedes    | 2014., 2015., 2016., 2017., 2018., 2019. |
| 5       | Red Bull    | 2009., 2010., 2013., 2020., 2021.        |

### Pobjednici po godinama
| Godina | Vozač            | Bolid            |
| ------ | ---------------- | ---------------- |
| 2009.  | Sebastian Vettel | Red Bull-Renault |
| 2010.  | Sebastian Vettel | Red Bull-Renault |
| 2011.  | Lewis Hamilton   | McLaren-Mercedes |
| 2012.  | Kimi Räikkönen   | Lotus-Renault    |
| 2013.  | Sebastian Vettel | Red Bull-Renault |
| 2014.  | Lewis Hamilton   | Mercedes         |
| 2015.  | Nico Rosberg     | Mercedes         |
| 2016.  | Lewis Hamilton   | Mercedes         |
| 2017.  | Valtteri Bottas  | Mercedes         |
| 2018.  | Lewis Hamilton   | Mercedes         |
| 2019.  | Lewis Hamilton   | Mercedes         |
| 2020.  | Max Verstappen   | Red Bull-Honda   |
| 2021.  | Max Verstappen   | Red Bull-Honda   |

## Vanjske poveznice
- statsf1.com